# Hans J. Salter
Pour les articles homonymes, voir Salter.
Hans J. Salter est un compositeur américain de musiques de films, né le 14 janvier 1896 à Vienne (Autriche-Hongrie), et décédé le 23 juillet 1994 à Los Angeles, en Californie (États-Unis).

## Filmographie

### Cinéma

#### Années 1930
- 1930 : L'Homme qui assassina
- 1931 : El Hombre que asesinó
- 1931 : Der Mann, der den Mord beging
- 1931 : Der Wahre Jakob
- 1932 : Scherben bringen Glück
- 1932 : Mein Freund, der Millionär
- 1932 : Holzapfel weiß alles
- 1933 : Madame ne veut pas d'enfants
- 1934 : Karneval und Liebe
- 1935 : Vier mullers, De
- 1935 : Alles für die Firma
- 1936 : Fräulein Lilli
- 1938 : La Coqueluche de Paris (The Rage of Paris)
- 1938 : Danger on the Air
- 1938 : Little Tough Guy
- 1939 : Ex-Champ
- 1939 : The Great Commandment
- 1939 : Legion of Lost Flyers
- 1939 : Call a Messenger (en)
- 1939 : Missing Evidence
- 1939 : La Tour de Londres (Tower of London)
- 1939 : Premier Amour (First Love) de Henry Koster

#### Années 1940
- 1940 : Le Retour de l'homme invisible (The Invisible Man Returns)
- 1940 : West of Carson City
- 1940 : Honeymoon Deferred (en) de Lew Landers
- 1940 : Vendredi 13 (Black Friday) d'Arthur Lubin
- 1940 : Zanzibar (en) d'Harold D. Schuster
- 1940 : Ski Patrol (en)
- 1940 : Private Affairs (en)
- 1940 : Ragtime Cowboy Joe
- 1940 : La Main de la momie (The Mummy's Hand) de Christy Cabanne
- 1940 : Margie
- 1940 : Meet the Wildcat (en)
- 1940 : La Maison des sept péchés (Seven Sinners)
- 1940 : I'm Nobody's Sweetheart Now
- 1940 : Dark Streets of Cairo (en)
- 1940 : Sur la piste des vigilants (Trail of the Vigilantes)
- 1940 : San Francisco Docks
- 1941 : Lucky Devils (en) de Lew Landers
- 1941 : La Chanteuse inconnue (Where Did You Get That Girl?) d'Arthur Lubin
- 1941 : Meet the Chump
- 1941 : Bury Me Not on the Lone Prairie
- 1941 : Le Fantôme de Lord Barington (The Man Who Lost Himself)
- 1941 : L'Échappé de la chaise électrique (Man Made Monster), de George Waggner
- 1941 : L'Île de l'épouvante (Horror Island) de George Waggner
- 1941 : Une épouse modèle (Model Wife) de Leigh Jason
- 1941 : Le Chat noir (The Black Cat), d'Albert S. Rogell
- 1941 : Bachelor Daddy
- 1941 : Tight Shoes
- 1941 : Cracked Nuts
- 1941 : Fantômes en vadrouille (Hold That Ghost)
- 1941 : Badlands of Dakota (en)
- 1941 : The Kid from Kansas
- 1941 : Ève a commencé (It Started with Eve)
- 1941 : Burma Convoy (en) de Noel Smith
- 1941 : Flying Cadets
- 1941 : Au sud de Tahiti (South of Tahiti) de George Waggner
- 1941 : Fighting Bill Fargo (en) de Ray Taylor
- 1941 : Le Loup-garou (The Wolf Man)
- 1942 : La Jungle rugit (Drums of the Congo) de Christy Cabanne
- 1942 : Frisco Lil
- 1942 : Le Fantôme de Frankenstein
- 1942 : The Strange Case of Doctor Rx
- 1942 : You're Telling Me
- 1942 : Les Écumeurs (The Spoilers)
- 1942 : Danger in the Pacific
- 1942 : Top Sergeant
- 1942 : L'Agent invisible contre la Gestapo (Invisible Agent) d'Edwin L. Marin
- 1942 : Sin Town (en)
- 1942 : Destination Unknown
- 1942 : The Old Chisholm Trail (en) d'Elmer Clifton
- 1942 : Frankenstein rencontre le loup-garou (Frankenstein Meets the Wolf Man)
- 1943 : Raiders of San Joaquin (en)
- 1943 : La Femme gorille (Captive Wild Woman)
- 1943 : Toute seule (All by Myself) de Felix E. Feist
- 1943 : Get Going
- 1943 : Frontier Badmen (en) de Ford Beebe
- 1943 : The Strange Death of Adolf Hitler
- 1943 : Le Fils de Dracula (Son of Dracula)
- 1943 : La Sœur de son valet (His Butler's Sister)
- 1944 : La Femme aux araignées (The Spider Woman)
- 1944 : Vacances de Noël (Christmas Holiday)
- 1944 : The Invisible Man's Revenge
- 1944 : Allergic to Love
- 1944 : Le Joyeux Trio Monahan (The Merry Monahans) de Charles Lamont
- 1944 : San Diego I Love You
- 1944 : Murder in the Blue Room
- 1944 : The Old Texas Trail
- 1944 : La Maison de Frankenstein (House of Frankenstein)
- 1944 : Caravane d'amour (Can't Help Singing)
- 1945 : Patrick the Great
- 1945 : L'esprit fait du swing (That's the Spirit)
- 1945 : Bad Men of the Border
- 1945 : Code of the Lawless
- 1945 : L'Oncle Harry (The Strange Affair of Uncle Harry) de Robert Siodmak
- 1945 : River Gang
- 1945 : Penny cherche un père (That Night with You)
- 1945 : La Rue rouge (Scarlet Street)
- 1946 : Le Retour de la femme-araignée (The Spider Woman Strikes Back) d'Arthur Lubin
- 1946 : Ainsi va mon cœur (So Goes My Love)
- 1946 : Les peaux-rouges attaquent (Gun Town) de Wallace Fox
- 1946 : Le Retour à l'amour (Lover Come Back) de William A. Seiter
- 1946 : The Dark Horse
- 1946 : Little Miss Big
- 1946 : Rustler's Round-Up
- 1946 : L'Impératrice magnifique (Magnificent doll)
- 1947 : The Michigan Kid
- 1947 : Le Traquenard (The Web), de Michael Gordon
- 1947 : Le Bébé de mon mari (That's My Man)
- 1947 : Deux Nigauds et leur veuve (The Wistful Widow of Wagon Gap)
- 1947 : L'Amour d'un inconnu (Love from a Stranger)
- 1948 : Le Signe du Bélier (The Sign of the Ram)
- 1948 : Man-Eater of Kumaon
- 1948 : Tous les maris mentent (An Innocent Affair) de Lloyd Bacon
- 1949 : L'Indésirable Monsieur Donovan (Cover Up) d'Alfred E. Green
- 1949 : Entrée illégale (Illegal Entry)
- 1949 : Arctic Manhunt
- 1949 : Johnny le mouchard (Johnny Stool Pigeon)
- 1949 : La Belle Aventurière (The Gal Who Took the West) de Frederick de Cordova
- 1949 : Les Désemparés (The Reckless Moment) de Max Ophüls

#### Années 1950
- 1950 : Poison blanc (Borderline) de William A. Seiter
- 1950 : Women from Headquarters
- 1950 : J'ai trois amours (Please Believe Me)
- 1950 : Ready to Ride
- 1950 : The Killer That Stalked New York
- 1950 : La Femme sans loi (Frenchie)
- 1951 : Tomahawk
- 1951 : Quand les tambours s'arrêteront (Apache Drums)
- 1951 : The Fat Man de William Castle
- 1951 : Le Voleur de Tanger (The Prince Who Was a Thief)
- 1951 : You Never Can Tell
- 1951 : Tempête sur la colline (Thunder on the Hill)
- 1951 : Reunion in Reno
- 1951 : La Princesse de Samarcande (The Golden Horde)
- 1951 : Cave of Outlaws
- 1951 : Les Frères Barberousse (Flame of Araby)
- 1952 : Finders Keepers (en)
- 1952 : Les Affameurs (Bend of the River)
- 1952 : The Treasure of Lost Canyon (en)
- 1952 : The Battle at Apache Pass
- 1952 : Flesh and Fury (en)
- 1952 : Ville d'acier (Steel Town)
- 1952 : Les Rois du rodéo (Bronco Buster)
- 1952 : Une fille à bagarres (Scarlet Angel)
- 1952 : The Duel at Silver Creek
- 1952 : Passage interdit (Untamed Frontier)
- 1952 : À l'abordage (Against All Flags)
- 1953 : Victime du destin (The Lawless Breed)
- 1953 : La Cité sous la mer (City Beneath the Sea)
- 1953 : Les 5 000 Doigts du Dr T (The 5,000 Fingers of Dr T.)
- 1953 : Désir de femme (All I Desire)
- 1954 : L'Étrange Créature du lac noir (Creature from the Black Lagoon), de Jack Arnold
- 1954 : La Brigade héroïque (Saskatchewan)
- 1954 : Chevauchée avec le diable (Ride Clear of Diablo)
- 1954 : Yankee Pasha
- 1954 : Tanganyika
- 1954 : Johnny Dark
- 1954 : La Rivière sanglante (Drums Across the River)
- 1954 : Le Défilé sauvage (Black Horse Canyon)
- 1954 : Le Chevalier du roi (The Black Shield of Falworth)
- 1954 : Dans les bas-fonds de Chicago (The Human Jungle)
- 1954 : Je suis un aventurier (The Far Country)
- 1954 : Quatre tueurs et une fille (Four Guns to the Border) de Richard Carlson
- 1954 : La Révolte des Cipayes (Bengal Brigade) de László Benedek
- 1954 : Le Signe du païen (Sign of the Pagan)
- 1955 : Capitaine Mystère (Captain Lightfoot)
- 1954 : Alibi meurtrier (Naked Alibi) de Jerry Hopper (non-crédité)
- 1955 : Horizons lointains (The Far Horizon) de Rudolph Maté
- 1955 : Les Survivants de l'infini (This Island Earth)
- 1955 : Le Cavalier au masque (The Purple Mask)
- 1955 : Deux Nigauds et la momie (Abbott and Costello Meet the Mummy)
- 1955 : Un jeu risqué (Wichita)
- 1955 : El Tigre (Kiss of Fire)
- 1955 : Madame de Coventry (Lady Govina)
- 1955 : Les Années sauvages (The Rawhide Years)
- 1955 : Les Forbans (The Spoilers) de Jesse Hibbs
- 1956 : Raw Edge
- 1956 : Crépuscule sanglant
- 1956 : Monstre est parmi nous (The Creature Walks Among Us)
- 1956 : Navy Wife
- 1956 : Le Bataillon dans la nuit (Hold Back the Night) d'Allan Dwan
- 1956 : Feuilles d'automne (Autumn Leaves)
- 1956 : Je ne suis pas un espion (Three Brave Men)
- 1957 : L’Homme qui rétrécit (The Incredible Shrinking Man)
- 1957 : The Night Runner de Abner Biberman
- 1957 : The Oklahoman
- 1957 : Rendez-vous avec une ombre (The Midnight Story)
- 1957 : L'Oasis des tempêtes (Belgique : Oasis de la terreur) (The Land Unknown) de Virgil W. Vogel
- 1957 : Le Salaire du diable (Man in the Shadow)
- 1957 : Appointment with a Shadow
- 1957 : Joe Dakota de Richard Bartlett (en)
- 1957 : Violence dans la vallée  (The Tall Stranger) de Thomas Carr
- 1957 : Love Slaves of the Amazons
- 1958 : The Female Animal
- 1958 : La Journée des violents (Day of the Bad Man)
- 1958 : Summer Love
- 1958 : Le Décapité vivant (The Thing That Couldn't Die)
- 1958 : Sur la piste de la mort (Wild Heritage)
- 1958 : Orage au paradis (Raw Wind in Eden), de Richard Wilson
- 1959 : The Wild and the Innocent
- 1959 : L'Homme dans le filet (The Man in the Net)
- 1959 : Le Shérif aux mains rouges (The Gunfight at Dodge City)

#### Années 1960
- 1960 : La Femme sangsue (The Leech Woman)
- 1961 : Le Rendez-vous de septembre (Come September)
- 1962 : Hitler
- 1962 : Le Shérif de ces dames (Follow That Dream)
- 1962 : Un mari en laisse (If a Man Answers)
- 1963 : Le Collier de fer (Showdown) de R. G. Springsteen
- 1964 : Les Séducteurs (Bedtime Story)
- 1964 : La Chatte au fouet (Kitten with a Whip)
- 1965 : Le Seigneur de la guerre (The War Lord)
- 1966 : Sans foi ni loi (Incident at Phantom Hill)
- 1966 : La parole est au colt ( Gunpoint) d'Earl Bellamy
- 1966 : Beau Geste le baroudeur (Beau Geste) de Douglas Heyes
- 1967 : Le Justicier de l'Arizona (Return of the Gunfighter)

### Télévision
- 1957 : African Patrol (série télévisée)
- 1957 : La Grande Caravane (Wagon Train) (série télévisée)
- 1958 : The Donna Reed Show (série télévisée)
- 1959 : Laramie (série télévisée)
- 1959 : Wichita Town (série télévisée)
- 1959 : The Alaskans (série télévisée)
- 1962 : Le Virginien (The Virginian) (série télévisée)
- 1962 : McKeever & the Colonel (série télévisée)
- 1967 : Maya (série télévisée)
- 1989 : Budd Boetticher: One on One (TV)